# スーパーセレクト4WD
スーパーセレクト4WD（Super Select 4WD ）は、1991年から三菱自動車工業が自社製SUVなどに採用する4WDシステムのことである。
当時パートタイム式（トランスファおよび副変速機装備）が主流であった4WDシステムに、センターデファレンシャルとビスカスカップリング双方を搭載し、その駆動方式全てを車内から選択できるようにした機構。切り替えのたびに停止したり、フロントフリーハブを車外に出てロックしたりなどの駆動システム切り替えを、できるだけ簡易に、しかし様々な場面でできるだけ任意に操作できるようにしようとしたシステム。
パートタイム（直結）4WDならではの悪路走破性を維持したまま、フルタイム4WDとして日常使用を可能とした半面、双方のシステムを内包する巨大なトランスファを持つことで、重量やコストの面では劣る。

## 概要

### フルタイム4WDとしての特徴
差動制限効果を持つビスカスカップリングを内装するセンターデファレンシャル・トランスファを装備する。ビスカスカップリングにより、前進・後退はもちろん、加速・減速いずれの走行場面でも、前後に駆動力を配分する。
- センターデファレンシャルはあっても差動制限を持たないシステム（初期のフルタイム4WD）は、デファレンシャルにより機械的に常時すべての車軸に駆動力が配分されて通常走行における安定性が高いという長所はあるものの、一度空転やロックした車輪は空回りしてしまい走破性に欠ける。

- 逆に、センターデファレンシャルを持たずにビスカスなどの流体継ぎ手のみのシステム（セレックトラック、リアルタイム4WDなど多数）では、主駆動輪のみが駆動を受け持つ場面がほとんどで経済性に優れている長所があるが、主輪が駆動を失ったときのみ従輪に駆動力が配分されるため、スリップしてさらにリアからアンダーの力が加わりステア特性が大きく変化することで、旋回時の車体の安定性に欠ける。

これらのシステムの長所を生かし、欠点をカバーしあうため、「ディファレンシャル＋ビスカスカップリング」の双方を積載し多様な状況に対応できる場面は従来のシステムより格段に高くなった。しかし、結局ビスカスが介在することにより運転者の意図しないステア特性変化は残る点で、過渡期のシステムであるといえる。
スーパーセレクト4WD初搭載車は1991年に登場した2代目パジェロで、パジェロの3代目以降では発展させた「スーパーセレクト4WD II」が採用されている。スーパーセレクトのセンターデフはベベルギアで前後のトルク配分を50:50としているのに対し、スーパーセレクトII では駆動伝達効率の高いプラネタリーギアに変更し前後トルク配分を33:67とリア寄りとした。初期のスーパーセレクト4WD車両に見られたビスカスならではの旋回中のステア特性変化（4Hモードでカーブを曲がると、ビスカスによる前後駆動配分率の変化により、オーバーからアンダーへと特性変化が生じる）を、あくまで、リア駆動が主であるようにトルク制御の上限を設け弱アンダーの特性を維持することで操縦性の向上を図っている。

### パートタイム4WDとしての特徴
パートタイム4WDでは前後プロペラシャフトが直結されることで悪路走破性が向上する。しかし、前後車軸の回転数差を吸収できないことからタイトコーナーブレーキング現象が発生する。悪路ではタイヤ自体がスリップして回転差を吸収してくれるが、タイヤのグリップがよい状況だと、車両運行しにくい状況やデメリットが発生する。それは、強アンダーステアの特性、タイヤの異常摩耗による燃費の悪化に始まり、デファレンシャルやシャフト連結部の破損、高温になったデフギアオイルの発火事故などまで進むこともある。また、前後回転差がないことからタイヤ回転差演算によるスリップ検知をしにくくなり、ABSが作動させにくいなどの相性の悪さもある。
スーパーセレクト4WDでも、センターデフをロックしたり、副変速機へシフトダウンしたりと、パートタイム4WDの直結駆動力伝達がもつ悪路走破性を備えた。またABSでは、当時世界初となる、前後別チャンネルの演算回路を持つシステムとしたことで、センターデファレンシャルをロックした状態およびローレンジでも、左右差によるロック検知をできるようにした。その後、現在ではかなり一般的になってきている各輪独立の4チャンネルシステム（これも当時初）へと進めてきた。
- ただ昨今では、スーパーセレクト4WDのようにセンターデファレンシャルのトルク配分～ロックを機械的なLSDやシフト操作ではなく、エアポンプやGセンサーに加え、各車輪独立での回転数検知などを演算して電子的に差動を制限したり、あるいは4輪ブレーキで独立作動させて空転（差動）制限したりするような、適切な駆動を自動的に車両側が最適に配分する機構も増えてきており、現在において、「走行中にあらゆる路面に追従するシステム」という優位性の一部は失われたともいえる。ただ、昨今の電子制御4WDでは、逆に減速時には強制的に2WDになってしまうものや、横滑りを減らそうとしすぎて外側タイヤに大きな制動力が生じてアンダーが出たりと、操縦者の意図しない駆動伝達が行われてしまう場合もあるのはどうしても否めない。

## 操作
フルタイム4WDのモードを基本ポジションとし、後輪2WD、フルタイム4WD、直結4WDを走行中に、直結ローレンジ4WDを停車時にトランスファレバー操作で切り換える。センターデフのみのフルタイム4WDとは異なり、パートタイム4WD同様のトランスファーと副変速機を持つため、状況に応じ、2WD（後輪駆動）と直結4WDモード、さらに必要ならば4WD ローレンジが選べる。
各駆動モードは以下の4つである。

### 2Hモード
トランスファの操作に合わせ、エンジン吸気を利用した電磁クラッチを用いてフロント駆動を切断し、後輪駆動(FR)で走行するモード。
- パートタイム式の通常走行ポジション同様、二輪駆動になるので、経済性や静寂性に優れたモードともいえる。フロントドライブシャフトの途中で電磁クラッチの断続を行いフロントデフからの駆動を切断させるフリーアクスル機構も備えられており、2WD時の走行抵抗を抑えている。

- ただし、フロントホイールからドライブシャフト途中まではつながったままであり、ハブ部分で駆動解除されるフリーハブよりはころがり抵抗が若干多くあり、特にドライブシャフト角度を増加させたリフトアップされた車両では顕著に表れる。そういう車両では、スーパーセレクト4WD車両であってもホイール中央にマニュアル切り替えのフリーハブを追加して、2Hでの燃費を良化させる改造も一般的であった。

### 4Hモード
センターデフにビスカスカップリングを用いた差動制限により前後に駆動力を配分するモード。センターデファレンシャルに差動制限を持つフルタイム4WD車両と同等の走行性能を持つ。舗装路・濡れた道・砂利道・雪道と様々な路面状況に対応できるスーパーセレクト4の基本位置。2Hに比べ、前述の状況（フロントアクスルが完全フリーではない）となるので、極端に燃費悪化はしないが、タイヤの前側駆動が却って駆動ロスとなる走行条件（峠道や市街地など）では、はっきりと経済性に劣る。
4H・2Hモード相互の切り替えは走行中でも行えるが、100km/h以下に限定される。100km/h以上で行うと、トランスファ切り替えギアと、高速走行により左右ブレを生じるチェーンが接触しやすくなり、旋盤で切削した時のようなけたたましい金属音がする。また、これを繰り返している車両では、トランスファ内部のチェーン摩耗、切れという重篤な故障も発生している。
- 基本的にFRベースのセンターデフとなるので、リア駆動に対してフロントが配分される形であり、トルク配分はリア100～50%が理論上の数値となる。リア脱輪、リアシャフト破損などにより空転している場合は、フルタイム4WDポジションでは車両が前に進まないことも知られている。そのため、初期のスーパーセレクト4WD車両では、主駆動輪のリアが空転しないようにデファレンシャルにLSDやデフロックを内蔵するグレードも多くあり、スーパーセレクト4WD IIとなった3代目パジェロ以降でも、トルセン式LSDとデフロックを共存したハイブリッドデフをやはりリア側に装備する。ただしスーパーセレクト4WD IIでは、プラネタリーギアによるトルク配分を用いたことにより、リア完全空転時でも、車両を動かす程度には前側に駆動力は生じる。

### 4HLcモード
積雪地帯や悪路など、路面状況がごく悪い状態の時に使用する直結4WDハイレンジモード。ビスカスを作動させずにセンターデフをロックする直結4WDモードで動作し、前後で駆動力が確実に発生する。ただし、前後のタイヤが同じように回るため、外輪差を吸収できずにタイトコーナーブレーキング現象が発生する。また、直進性が増し大きなアンダーステアも生じる。それらにより、いかなる速度域でも乾燥路の走行はできない。4Hと同じく、走行中でも操作可能だが、同様に時速100km/h以下での操作となる。積雪路での直進、悪路で駆動を失うことが予想される場面、大量降雨時など、限定された走行条件で、慎重に操作すべきモード。

### 4LLcモード
不整地走行・スタックの脱出など、極悪路走行用直結4WDローレンジモード。低速で高いトルクを得るためのモード。副変速機によりギア比を落とし、非常に低い速度で走ることができる（アイドリング + 1速でクラッチミートしてもストールせず、パーキングブレーキの拘束力を超える走破性を持つ）。しかし、4HLc・4LLcモード相互の切り替えは停車した状態で行わなければならない。異常に増した走破性、直進性を持つことになり、路面をとらえているタイヤを慎重に判断しないと、ハンドルを切ってもまったく曲がらない、逆に空転が生じてまったく意図しない方向へ車両が進むなどの危険な状況も多くある。また、相互のシフトの間の位置にはウィンチやプラウなどを扱うパワーテイクオフ（PTO）の使用レンジでもある N （ニュートラル）も標準で設定されており、操作それ自体にも十分な注意が必要である（副変速機は主変速機の後方に位置しているので、Nレンジでは、シフトレバーがどの位置であっても、Pレンジのギア制止力や移動の動力が伝わることはない）。ブレーキをリリースすると、たとえエンジン停止であっても車両がフリーになってしまい、不意な脱落などのさらなる危険もある。一般的なパートタイム4WDのローレンジ同様、その車両操作には慣れが必要であり、慎重な操作も要求される。その走破性の大きな向上と操縦性の悪化の変化は、柔軟に、いつでも任意に使用できることを強調したスーパーセレクト4WDシステムではあるが、決してローレンジの危険性を軽微にしたシステムではない。